# خيام الوليد

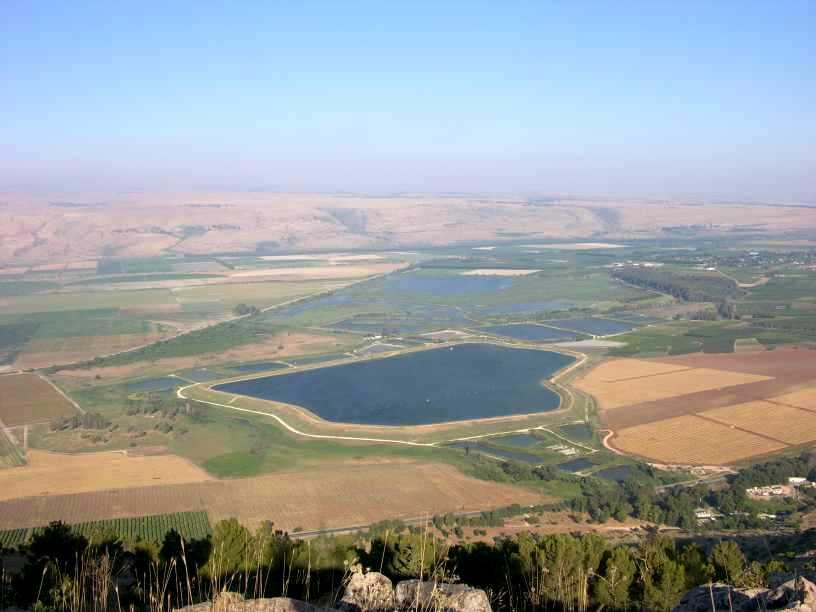
منظر لمحمية الحولة الوطنية من كيرم نفتالي

خيام الوليد هي قرية فلسطينيّة مهجّرة منذ العام 1948. تبعد القرية عن مركز محافظة صفد 25 كم من الجهة الشماليّة الشرقيّة. يبلغ متوسط ارتفاعها عن سطح البحر 150 متر.

## قبل سنة 1948
كانت تقع قرية خيّام الوليد على تل قليل الارتفاع في الطرف الشرقيّ من سهل الحولة. هناك خلاف حول سبب التسمية، قد يكون اسم القرية منسوبًا إلى خيام جيش القائد خالد بن الوليد، وتذكر رواية محلية أن القرية كانت تضم ضريح ولي مسلم يدعى الشيخ ابن الوليد، بني على الضريح مقام كان جزءًا من مسجد القرية، وقد يكون هذا هو السبب الثاني للتسمية.

### خصائص القرية
صُنفت القرية مزرعة في معجم فلسطين الجغرافي - الفهرس الذي أعد أيام الانتداب. كانت القرية على شكل مستطيل ومنازلها مصطفة في موازاة الطريق المؤدية إلى قرية الزاوية. مع تمدد القرية واتساعها صارت المنازل الجديدة تشير للجهة الشرقية من القرية حيث كانت مياه العين، المستعملة للشرب حصرًا، في متناول اليد. كانت مياه العين كذلك بديلًا صحيًا أكثر من مياه بحيرة الحولة القريبة والموبوءة بالملاريا. في سنة 1944 \1945 كان 153 دونمًا من مساحة القرية إما مروريًا أو مستخدمًا للزراعة والبساتين.

#### سكان القرية
كان سكانها في معظمهم من المسلمين. بلغ عدد سكان القرية عام 1931 ما يقارب 181 نسمة. وصل عدد سكانها عام 1945 إلى 280 نسمة، وفي عام 1948 كان عدد السكان 330 نسمة. تقدير عدد اللاجئين منها عام 1998 ما يقارب 1995 نسمة.

## احتلال القرية
أُخليت قرية خيام الوليد من سكانها في تاريخ 01-05-1948، كما جاء في تقرير عسكريّ إسرائيلي أعد في آخر حزيران من نفس السنة. يُروى أنّ سكان القرية نزحوا منها خوفًا من هجوم عسكريّ. من المرجح أن تكون القرية احتُلت في ذات الوقت الذي استولت به القوات الإسرائيلية على الجليل الشرقي، آواخي أيار 1948، في المراحل الأخيرة من العمليّة العسكريّة «يفتاح».

## القرية اليوم
موقع القرية اليوم مهجور، تحتله الأعشاب البرية والأشواك. ثمة في الموقع عدد من أشجار خروب، أثار حجارة ومصاطب منهارة. أما الأراضي المحيطة فيستعملها المزارعون الإسرائيليون من مستوطنة «لهفوت هبشان»، التي أُنشئت في سنة 1954 إلى الغرب مباشرة من موقع القرية، مرعى للمواشي.

## وصلات خارجية
- خيام الوليد ترحب بكم